# زمان مردن (فیلم ۱۹۶۶)
زمان مردن (انگلیسی: Tiempo de morir) یک فیلم وسترن مکزیکی به کارگردانی آرتورو ریپستاین است که در سال ۱۹۶۶ منتشر شد. فیلم‌نامهٔ این فیلم را گابریل گارسیا مارکز و کارلوس فوئنتس نوشتند. از بازیگران این فیلم می‌توان به مارگا لوپز و مانوئل دنده اشاره کرد.